# 班巴里鎮金礦屠殺事件
班巴里镇金矿屠殺事件（法語：Massacre de la mine d'or de Bambari）是2023年3月19日發生於中非共和國的屠殺事件。在中非共和國班巴里镇附近一個由中华人民共和国公民開設的金礦遭到俄羅斯武裝組織瓦格納襲擊，導致9人死亡和2人受傷。

## 背景
中非在2012-2013年发生严重内战，内战各方虽在2019年2月签署和平协议，但安全形势并无根本改变。首都犯罪率居高不下，曾发生数起中国公民被盗抢事件，距市中心5公里的PK5区域武装冲突频繁。

### 中国采矿企业
在中非采金、采钻面临极高的经济与安全风险，但部分中国人仍不顾中国外交部领事提醒在中非采矿。2018年10月，一家中国采金企业在曼贝雷-卡代省索索-那孔波镇请当地一名青年首领陪同前往卡代伊河边一处矿场，途中船只倾覆造成中非青年失踪，事后3名中国人在宪兵队做笔录时遭当地人暴力袭击身亡。2019年，中国采金企业污染环境引发争议，当地民众强烈不满，导致有关中国民营企业车辆被烧毁，险酿人员伤亡。

### 瓦格纳集团
2018年以来，俄羅斯瓦格納集團向中非派遣雇佣军，填補法國軍隊撤離後的安保真空。瓦格纳集团為中非總統福斯坦-阿尔尚热·图瓦德拉提供貼身保護，協助政府军与叛军作战，同時也为金矿和钻石矿提供安保服务，换取金矿和钻石矿的开采控制权。
2022年3月至5月，瓦格纳集团曾多次攻击中非与苏丹边境的金矿，打死多名矿工，死者大多来自苏丹和。

## 事發
2023年3月19日凌晨5点（西非时间，北京时间12点），距中非班巴里镇25公里处由中资民营企业管理的钦博洛金矿遭遇武装袭击，造成中国公民9人死亡、2人重伤。中非总理菲利克斯·莫卢瓦和班巴里镇镇长阿贝尔·马蒂帕塔認為反政府武裝组织「爱国革新联盟」是本次屠杀事件的凶手，但该组织已发表声明否認施襲及谴责此事件，并且指控瓦格纳集团以及曾为武装组织“为了中非和平联盟”领导人的中非畜牧业和动物卫生部长哈桑·布巴应当为屠杀事件负责。班巴里镇副镇长也认为“为了中非和平联盟”的成员可能是本事件的凶手。

## 各方反應
中華人民共和國外交部呼籲所有在中非共和國除首都班吉外的中国公民立刻撤離。